# 桃園市立大坡國民中學
桃園市立大坡國民中學（英文：Da-Po Junior High School），簡稱大坡國中、坡中，位於臺灣桃園市新屋區。

## 歷史沿革
- 1977年：成立桃園縣立新屋國民中學大坡分部。
- 1981年：8月1日奉准獨立，定名為桃園縣立大坡國民中學。
- 2014年：12月25日，因應桃園縣升格改制為直轄市，更名為桃園市立大坡國民中學。

## 歷任校長
| 任期 | 姓名       | 任職日期  | 離職日期  | 備註                                                             |
| ---- | ---------- | --------- | --------- | ---------------------------------------------------------------- |
| 1    | 吳清檢先生 | 1981年8月 | 1988年7月 | 調任桃園縣立平南國民中學。                                       |
| 2    | 鄭俊超先生 | 1988年8月 | 1990年7月 | 原桃園縣立建國國民中學教務主任升任，調任桃園縣立大溪國民中學。   |
| 3    | 許靜雄先生 | 1990年8月 | 1992年7月 | 原台東縣立長濱國民中學校長轉任，調任台北縣立萬里國民中學。       |
| 4    | 林秀瓊女士 | 1992年8月 | 1994年7月 | 調任桃園縣立觀音國民中學。                                       |
| 5    | 邱文惠先生 | 1994年8月 | 1996年7月 | 調任台北縣立萬里國民中學。                                       |
| 6    | 洪靜芳女士 | 1996年8月 | 1998年7月 | 調任桃園縣立興南國民中學。                                       |
| 7    | 劉邦秋先生 | 1998年8月 | 2001年7月 | 原南投縣立明潭國民中學校長轉任，調任桃園縣立大崙國民中學。       |
| 8    | 許伯榮先生 | 2001年8月 | 2004年7月 | 原桃園縣立南崁高級中學總務主任升任，調任桃園縣立龍岡國民中學。   |
| 9    | 余麗華女士 | 2004年8月 | 2007年7月 | 原桃園縣立永豐高級中學圖書館主任升任，調任桃園縣立龍興國民中學。 |
| 10   | 黃麗米女士 | 2007年8月 | 2013年7月 | 原桃園縣立東興國民中學教務主任升任，調任桃園縣立石門國民中學。   |
| 11   | 黃博欽先生 | 2013年8月 | 2023年7月 | 原桃園縣立新屋國民中學教務主任升任，調任桃園市立觀音國民中學。   |
| 12   | 黃金增先生 | 2023年8月 | 現任      | 原桃園市立會稽國民中學校長轉任。                                 |

## 學區
大坡里、後庄里、槺榔里（第1－6、8－11鄰）、槺榔里（第7鄰）【為大坡國中、永安國中共同學區】、蚵間里、深圳里、望間里（第6－9、11－12鄰）、望間村（第1－5、10、13鄰）【為大坡國中、新屋國中、富岡國中共同學區】、笨港里（第2－7鄰）、笨港里（第11鄰）【為大坡國中、永安國中共同學區】、社子里（第4－6鄰）【為大坡國中、新屋國中、富岡國中、永安國中共同學區】、社子里（第7－10鄰）【為大坡國中、新屋國中、富岡國中共同學區】。

## 學校週邊
- 桃園區農業改良場

## 外部連結
- 桃園市立大坡國民中學 （页面存档备份，存于）